# 哈里发浴室
37°52′40″N 04°46′56″W / 37.87778°N 4.78222°W

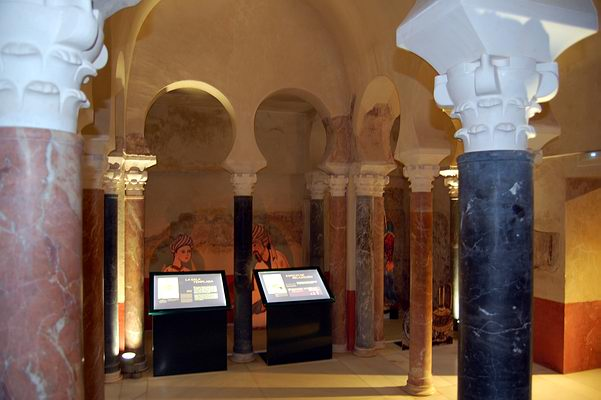
哈里发浴室

哈里发浴室（Baños Califales）是西班牙南部城市科尔多瓦的一座阿拉伯浴室，其遗址在1903年被意外发现。1961年到1964年，一群科尔多瓦历史学家发掘这个规模庞大的建筑。
该浴室毗邻后倭马亚王朝的王宫，属于王宫的一部分，可能是城里最重要的浴室。有冷，温，热等不同水温的浴池，供哈里发和他的宫廷享用。
2006年10月26日，哈里发浴室作为博物馆向公众开放。